# Krien
Krien település Németországban, Mecklenburg-Elő-Pomeránia tartományban. Lakosainak száma 680 fő (2023. december 31.).

## Népesség
A település népességének változása:
| Lakosok száma | 657  | 670  | 668  | 679  | 680  |
|               | 2017 | 2019 | 2021 | 2022 | 2023 |